# Kamienica Polska
Kamienica Polska (deutsch Polnisch-Kamnitz) ist ein Dorf und Sitz der gleichnamigen Gemeinde im Powiat Częstochowski der Woiwodschaft Schlesien in Polen.

## Geographie
Der Ort liegt am Bach Kamieniczanka, nahe der Mündung in die Warthe.

## Geschichte
Der Ort am nördlichen Rand des schlesischen Herzogtums Siewierz wurde im Jahr 1439 ferrificium Coschik erstmals urkundlich erwähnt. In der Beschreibung des Bistums Krakau aus den Jahren 1470 bis 1480 wurde er von Jan Długosz als Fabrica ferri alias Kamyenycza genannt. Fabrica ferri bezeichnete einen Eisenhammer, der Name Kamienica bedeutet Steinhaufen, das feminine Adjektiv Polska (Polnisch) wurde erst im späten 19. Jahrhundert hinzugefügt.
1443 wurde das Herzogtum Siewierz vom Krakauer Bischof Zbigniew Oleśnicki abgekauft. Erst 1790 wurde es formal vom Sejm an das Königreich Polen-Litauen angegliedert.
Nach der zweiten Teilung Polens gehörte das Gebiet von 1793 bis 1807 zu Südpreußen und lag an der Grenze zu Neuschlesien (im Süden). 1809 kam es ins Herzogtum Warschau und 1815 ins neu entstandene russisch beherrschte Kongresspolen. 1818 wurde das Dorf von tschechisch- und deutschsprachigen Immigranten hauptsächlich aus den Adlergebirgen besiedelt. Ähnlich siedelten sich 3 km im Nordwesten Mährer in Huta Stara A im nächsten Jahr an. 1827 hatte der Ort 590 Einwohner. In der Volksschule wurde lange Zeit auf Tschechisch und Deutsch unterrichtet. Bis zu den 1840er Jahren war Kamienica Polska ein bedeutendes Zentrum der Textilindustrie Kongresspolens. Die Protestanten gehörten der evangelisch-augsburgischen Filialgemeinde in Czarny Las, später der Gemeinde in Częstochowa. In der zweiten Hälfte des 19. Jahrhunderts stieg die Zahl der Einwohner (1866: 1471, 1882: 4370) aber der Ort verlor an Bedeutung zugunsten von Łódź, wohin an der Wende des 19. Jahrhunderts viele Textilarbeiter auswanderten (1900 – Kamienica Polska hatte nur 3028 Bewohner).

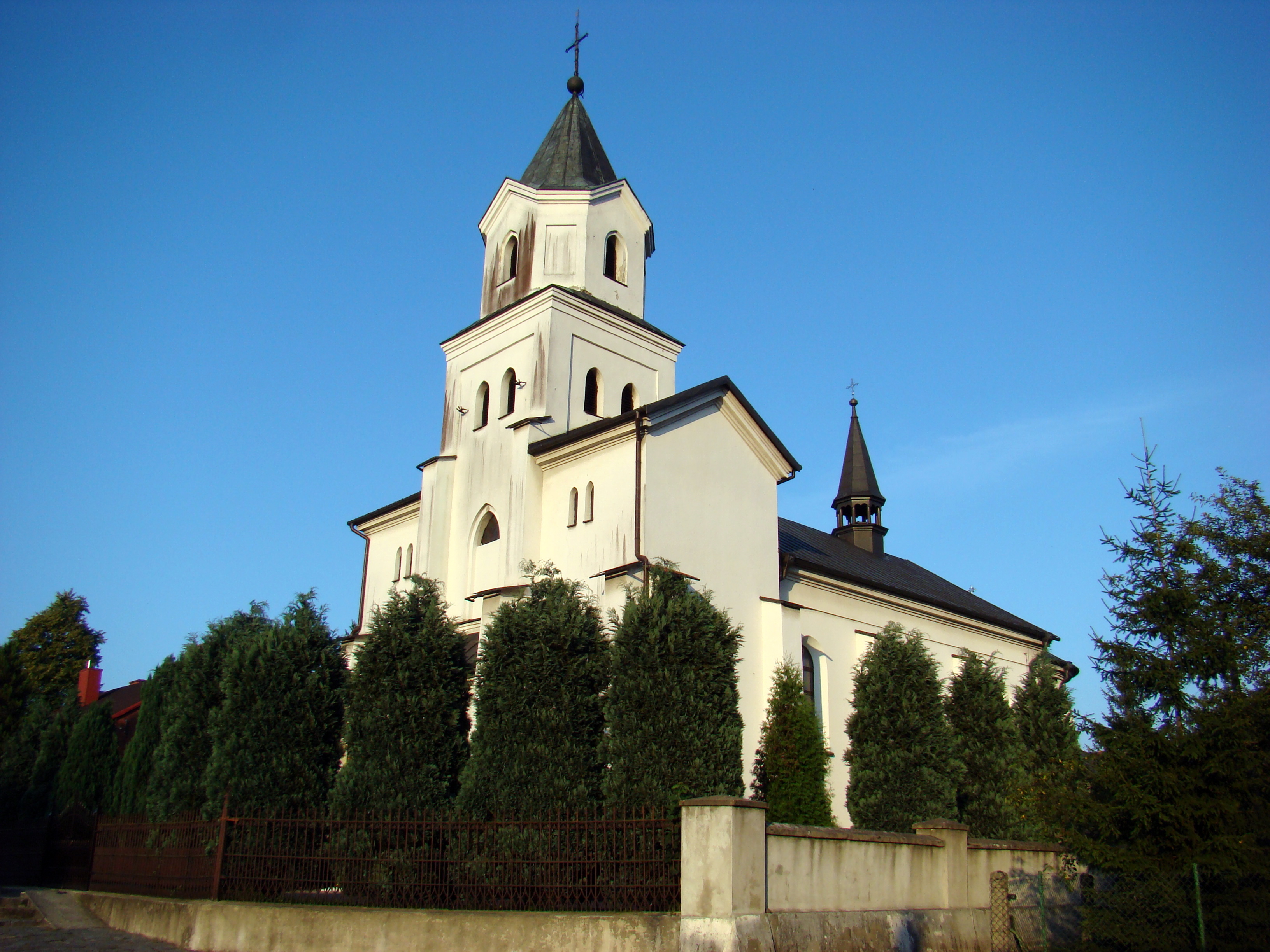
Ortskirche

Nach dem Ende des Ersten Weltkriegs kam Kamienica Polska zu Polen. In der Volkszählung im Jahr 1921 und 1931 deklarierten sich vereinzelte Bewohner als Tschechen, aber nach einigen Quellen gab es in der Zwischenkriegszeit zwischen um 4000 bis 5000 Tschechen in der Gegend von Kamienica Polska, was die zweitgrößte tschechische Gesellschaft des ehemaligen Kongresspolens nach Zelów wäre.
Nach dem Ende des Ersten Weltkriegs kam Kamienica Polska zu Polen. Gleich zum Beginn des Überfalls auf Polen fand unweit der Stadt die Schlacht bei Mokra statt, bei welcher die deutsche 4. Panzer-Division von einer polnischen Kavallerie-Brigade gestellt und geschlagen wurde. Im Februar 1940 wurde die Gemeinde Kamienica Polska völkerrechtswidrig dem Deutschen Reich angeschlossen und befand sich im Landkreis Blachstädt. 1941 wurde die Änderung des Namens auf Hochsteinau geplant.
Nach dem Krieg war Kamienica Polska der einzige Ort des ehemaligen Herzogtums Siewierz, der nicht mit dem Dombrowaer Kohlebecken an die Woiwodschaft Schlesien angeschlossen wurde.
Von 1975 bis 1998 gehörte Kamienica Polska zur Woiwodschaft Częstochowa.

## Gemeinde
Zur Landgemeinde Kamienica Polska gehören sechs Ortschaften mit einem Schulzenamt: 
- Kamienica Polska,
- Osiny,
- Rudnik Wielki (deutsch Groß Rudenick[4]),
- Zawada,
- Zawisna
- Wanaty.

Weitere Orte der Gemeinde sind Gajówka Osiny, Hucisko, Podlesie und Romanów.